# Apricot Stone
«Apricot Stone» (от англ. «Абрикосовая косточка») — песня армянской певицы Евы Ривас, которую написал Карен Кавалерян — рекордсмен (семикратный участник от пяти стран) конкурса Евровидение. Ева Ривас представляла Армению на конкурсе песни Евровидение 2010 в Норвегии в мае 2010 года.